# Драгонош
Драгонош (хорв. Dragonoš) — населений пункт у Хорватії, у Загребській жупанії у складі міста Самобор.

## Населення
Населення за даними перепису 2011 року становило 21 осіб.
Динаміка чисельності населення поселення:

## Клімат
Середня річна температура становить 8,98 °C, середня максимальна – 22,01 °C, а середня мінімальна – -5,70 °C. Середня річна кількість опадів – 1189 мм.
| Клімат поселення                              | Клімат поселення | Клімат поселення | Клімат поселення | Клімат поселення | Клімат поселення | Клімат поселення | Клімат поселення | Клімат поселення | Клімат поселення | Клімат поселення | Клімат поселення | Клімат поселення | Клімат поселення |
| Показник                                      | Січ.             | Лют.             | Бер.             | Квіт.            | Трав.            | Черв.            | Лип.             | Серп.            | Вер.             | Жовт.            | Лист.            | Груд.            |                  |
| Середній максимум, °C                         | 5,55             | 6,46             | 10,10            | 13,95            | 18,83            | 22,01            | 21,15            | 20,71            | 17,04            | 12,25            | 6,96             | 3,65             |                  |
| Середня температура, °C                       | −0,08            | 0,83             | 4,47             | 8,33             | 13,20            | 16,38            | 18,29            | 17,84            | 14,19            | 9,39             | 4,10             | 0,79             |                  |
| Середній мінімум, °C                          | −5,7             | −4,8             | −1,14            | 2,70             | 7,58             | 10,78            | 15,43            | 14,98            | 11,32            | 6,52             | 1,23             | −2,08            |                  |
| Норма опадів, мм                              | 59               | 66               | 83               | 96               | 101              | 128              | 109              | 113              | 114              | 113              | 117              | 90               |                  |
| Середньомісячна швидкість вітру, м/с          | 1.84             | 1.93             | 2.28             | 2.23             | 2.13             | 1.89             | 1.81             | 1.74             | 1.69             | 1.84             | 1.95             | 1.94             |                  |
| Середньомісячна сонячна радіація, кДж/м²·день | 4265             | 6968             | 10438            | 14686            | 18597            | 20327            | 21392            | 18333            | 13696            | 8789             | 4704             | 3496             |                  |
| --------------------------------------------- | ---------------- | ---------------- | ---------------- | ---------------- | ---------------- | ---------------- | ---------------- | ---------------- | ---------------- | ---------------- | ---------------- | ---------------- | ---------------- |
| Джерело:                                      |                  |                  |                  |                  |                  |                  |                  |                  |                  |                  |                  |                  |                  |